# Diócesis de Umuarama
La diócesis de Umuarama (en latín: Dioecesis Umuaramensis y en portugués: Diocese de Umuarama) es una circunscripción eclesiástica de la Iglesia católica en Brasil. Se trata de una diócesis latina, sufragánea de la arquidiócesis de Maringá. Desde el 24 de noviembre de 2010 su obispo es João Mamede Filho, de la Orden de Frailes Menores Conventuales.

## Territorio y organización
La diócesis tiene 13 664 km² y extiende su jurisdicción sobre los fieles católicos de rito latino residentes en 29 municipios del estado de Paraná: Umuarama, Alto Paraíso, Alto Piquiri, Altônia, Brasilândia do Sul, Cafezal do Sul, Cianorte, Cidade Gaúcha, Cruzeiro do Oeste, Douradina, Esperança Nova, Francisco Alves, Guaporema, Icaraíma, Indianópolis, Iporã, Ivaté, Japurá, Maria Helena, Nova Olímpia, Perobal, Pérola, Rondon, São Jorge do Patrocínio, São Tomé, Tapejara, Tapira, Tuneiras do Oeste y Xambrê.
La sede de la diócesis se encuentra en la ciudad de Umuarama, en donde se halla la Catedral del Espíritu Santo.
En 2020 en la diócesis existían 46 parroquias agrupadas en 9 decanatos: Catedral, Cianorte, Douradina, Indianópolis, Iporã, Nova Olímpia, Pérola, São Francisco de Assis y Tapejara.

## Historia
La diócesis fue erigida el 26 de mayo de 1973 con bula Apostolico officio del papa Pablo VI, obteniendo el territorio de la diócesis de Campo Mourão.
Originalmente sufragánea de la arquidiócesis de Londrina, el 16 de octubre de 1979 pasó a formar parte de la provincia eclesiástica de la arquidiócesis de Maringá.

## Estadísticas
Según el Anuario Pontificio 2021 la diócesis tenía a fines de 2020 un total de 319 300 fieles bautizados.
| Año                                                                             | Población            | Población | Población      | Sacerdotes | Sacerdotes    | Sacerdotes    | Bautizados por sacerdote | Diáconos permanentes | Religiosos | Religiosos | Parroquias |
| Año                                                                             | Bautizados católicos | Total     | % de católicos | Total      | Clero secular | Clero regular | Bautizados por sacerdote | Diáconos permanentes | Varones    | Mujeres    | Parroquias |
| ------------------------------------------------------------------------------- | -------------------- | --------- | -------------- | ---------- | ------------- | ------------- | ------------------------ | -------------------- | ---------- | ---------- | ---------- |
| 1976                                                                            | 540 000              | 635 000   | 85.0           | 50         | 9             | 41            | 10 800                   |                      | 41         | 39         | 29         |
| 1980                                                                            | 849 000              | 951 000   | 89.3           | 46         | 6             | 40            | 18 456                   |                      | 40         | 49         | 33         |
| 1990                                                                            | 400 000              | 503 200   | 79.5           | 47         | 20            | 27            | 8510                     |                      | 27         | 73         | 35         |
| 1999                                                                            | 275 637              | 347 515   | 79.3           | 54         | 31            | 23            | 5104                     |                      | 23         | 58         | 37         |
| 2000                                                                            | 276 000              | 367 500   | 75.1           | 53         | 29            | 24            | 5207                     |                      | 30         | 57         | 37         |
| 2001                                                                            | 265 000              | 360 000   | 73.6           | 66         | 39            | 27            | 4015                     |                      | 29         | 57         | 37         |
| 2002                                                                            | 270 000              | 360 000   | 75.0           | 59         | 41            | 18            | 4576                     |                      | 20         | 56         | 34         |
| 2003                                                                            | 271 000              | 365 000   | 74.2           | 58         | 42            | 16            | 4672                     | 6                    | 32         | 55         | 38         |
| 2004                                                                            | 296 014              | 364 536   | 81.2           | 56         | 39            | 17            | 5285                     | 6                    | 20         | 60         | 39         |
| 2010                                                                            | 319 000              | 417 000   | 76.5           | 63         | 46            | 17            | 5063                     | 16                   | 19         | 52         | 41         |
| 2014                                                                            | 335 000              | 437 000   | 76.7           | 64         | 43            | 21            | 5234                     | 25                   | 22         | 38         | 44         |
| 2017                                                                            | 343 945              | 447 830   | 76.8           | 65         | 47            | 18            | 5291                     | 24                   | 18         | 30         | 45         |
| 2020                                                                            | 319 300              | 417 200   | 76.5           | 68         | 55            | 13            | 4695                     | 65                   | 13         | 32         | 46         |
| Fuente: Catholic-Hierarchy, que a su vez toma los datos del Anuario Pontificio. |                      |           |                |            |               |               |                          |                      |            |            |            |

## Episcopologio
- José Maria Maimone, S.A.C. (12 de junio de 1973-8 de mayo de 2002 renunció)[nota 1]
- Vicente Costa (9 de octubre de 2002-30 de diciembre de 2009 nombrado obispo de Jundiaí)
- João Mamede Filho, O.F.M.Conv., desde el 24 de noviembre de 2010